# Zöllnerstraße 11 (Weimar)

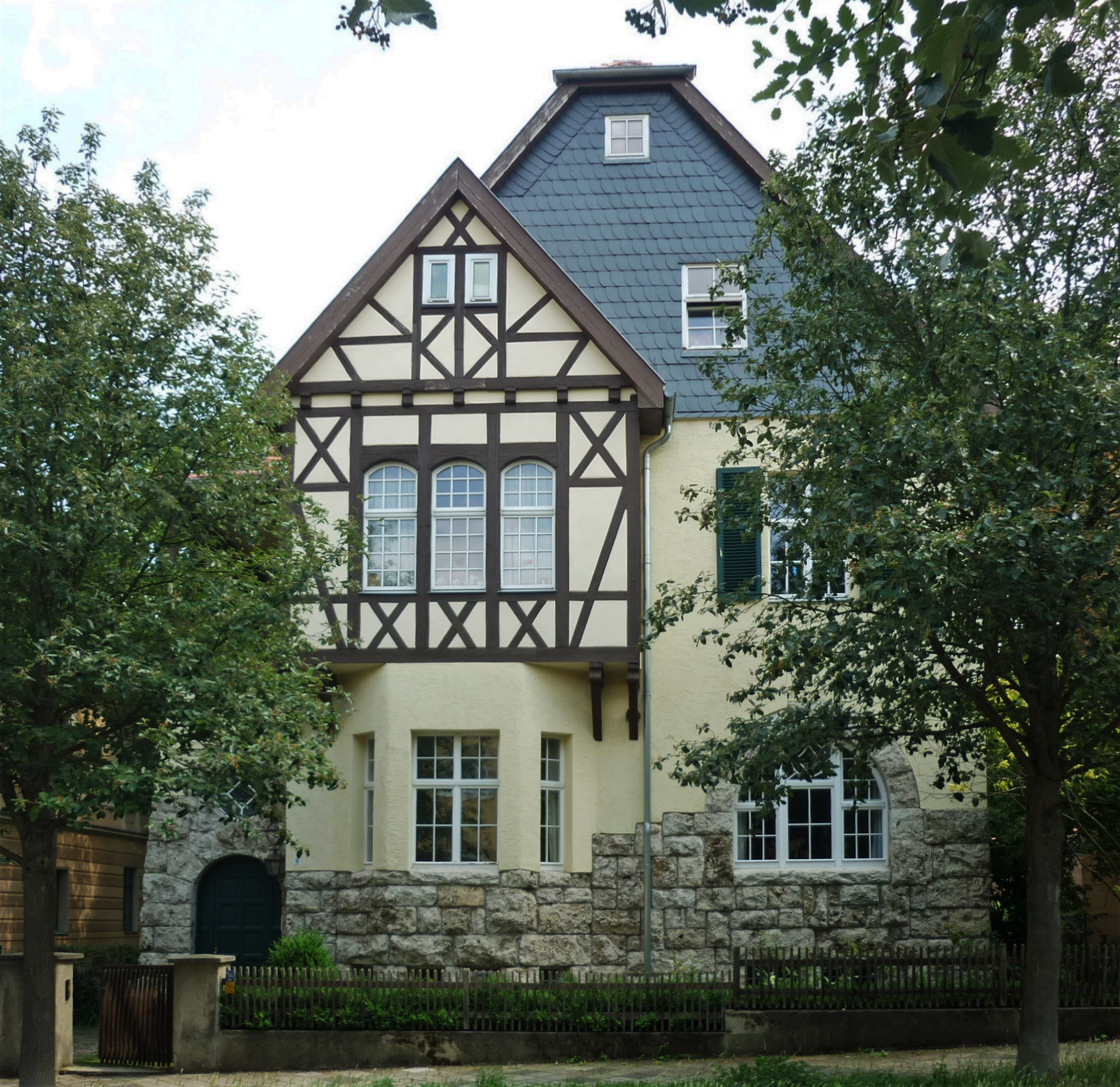
Zöllnerstraße 11

Die Zöllnerstraße 11 ist ein Landhaus im Reformstil.

## Geschichte
Es entstand 1907/08 durch den Bauunternehmer Richard Baumann nach dem Entwurf von Rudolf Zapfe. Es hat einen unregelmäßigen Grundriss. Es wurde 1913 an der Ostseite erweitert. Das zweigeschossige verputzte Gebäude besteht teilweise aus Backstein, teilweise aus Fachwerk mit Vorlage. Der Hauptgiebel ist mit Schiefer verkleidet. Die Innenausstattung ist weitgehend aus der Bauzeit erhalten. Zur Straßenseite hin zeigt es dekorative Travertinbossen. Das Haus hat einen Fachwerkerker mit Giebel und eine Loggia. Den Vorgarten begrenzt ein Lattenzaun.
Im Fotoarchiv Weimar im Bestand des Stadtarchiv Weimar gibt es eine Aufnahme des Gebäudes von Kurt Schindler um 1913. Es handelte sich um das Töchterpensionat Heidenreuter. Es zeigt bereits die oben erwähnte Erweiterung in östliche Richtung. Einer Anzeige in der Zeitschrift Die Gartenlaube von 1907 zufolge war dieses die ursprüngliche Zweckbestimmung des Gebäudes. Eine genaue Adressenangabe hatte dieses Pensionat allerdings noch nicht, da das Gebäude wohl noch nicht vollendet war.